# Wolfgang Hingst
Wolfgang Hingst (* 1938 in Wien; † Herbst 2020) war ein Historiker und Journalist, langjähriger Redakteur, Filmemacher und Dokumentarist im österreichischen Hörfunk und Fernsehen. Er war Autor zahlreicher Artikel, Essays und Sachbücher.
Wolfgang Hingst widmete sich der Volksbildung, dem Konsumentenschutz und dem Kampf gegen die – seiner Meinung nach – weltweite schleichende Vergiftung von Mensch, Tier und Umwelt. Weitere Schwerpunkte seiner Arbeit waren biologische Landwirtschaft und erneuerbare Energien. 1990 erhielt er den Konrad-Lorenz-Preis.

## Schriften
- Zeitbombe Kosmetik. Wien, 1985.
- Zeitbombe Radioaktivität. Wien, 1987.
- Zeitbombe Gentechnik. Wien, 1989.
- Öko-Tricks und Bio-Schwindel. Pseudonym: Adam Adler; Koautor: Hanswerner Mackwitz. Wien, 1990.
- 5 Jahre Tschernobyl. Dokumente einer Verdrängung. Wien, 1991.
- Todesfaser Asbest. Koautor: Herbert Stern; Wien, 1992.
- 10 Thesen gegen Groß-Europa. Wien, 1992.
- Immunologie. Wien, 1992.
- Die Bio-Bibel. Koautor: Sepp Ortner; Wien, 1995.
- Reiz-Wäsche. Unsere Kleidung: Mode, Gifte, Öko-Look. Koautor: Hanswerner Mackwitz; Frankfurt/Main, 1997.
- Abgezockt – Ihre Zukunft als EU-Bürger. Weißkirchen, 1999.
- Handy-Fieber. Wien, 2000, 2001.
- Paradies oder Weltuntergang – wir haben die Wahl. Zürich, 2003.
- Regieren gegen den Bürger? Herausgeber zusammen mit Rupert Riedl, Ernst Gehmacher und Peter Lang; Frankfurt am Main, 2006.
- Total meschugge – alles ist ein Witz. Wien 2006, ISBN 3-85052-231-8.
- Botschaften aus der Zukunft –  Kulturgeschichte der Weissagungen von der Antike bis zur Gegenwart. Petersberg 2011, ISBN 978-3-86616-203-7.
- Macht der Mütter – Ohnmacht der Väter. Berlin 2013, ISBN 978-3-8442-5460-0.
- Brandstiftung in Europa!! Der „Bruderkrieg“ in der Ukraine. 2015[2]
- Grundlinien für ein neues Weltbild -Weltgeschichte 1. Wien, 2017.
- Der zweibeinige Affe - Die Evolution des Homo sapiens - Weltgeschichte 2. Wien, 2017.
- Revolution in der Steinzeit - Weltgeschichte 3. Wien, 2018.
- Metallzeit - Weltgeschichte 4. Wien, 2019.